# Alojzy Krzywoń
Alojzy Krzywoń (ur. 23 maja 1944 w Radzionkowie, zm. 20 czerwca 2021 w Bytomiu) – polski piłkarz, występujący na pozycji napastnika.

## Życiorys
Seniorską karierę rozpoczynał w Ruchu Radzionków. W 1963 roku został zawodnikiem Śląska Wrocław. W barwach tego klubu w II lidze zadebiutował w spotkaniu z Rakowem Częstochowa. W sezonie 1963/1964 wywalczył wraz ze Śląskiem awans do I ligi. W Śląsku Wrocław występował do 1965 roku, rozgrywając osiemnaście spotkań w I lidze. Następnie został piłkarzem Rakowa Częstochowa. Z klubem tym w sezonie 1966/1967 dotarł do finału Pucharu Polski, w którym Raków uległ 0:2 Wiśle Kraków. Po zakończeniu sezonu 1966/1967 odszedł z Rakowa Częstochowa. Na dalszym etapie kariery występował ponadto w Górniku Wałbrzych i Uranii Ruda Śląska.

## Sukcesy

### Klubowe

#### Raków Częstochowa
- Finał Pucharu Polskiː 1966/1967